# Corrado di Costanza
Corrado di Costanza, o Corrado di Altdorf, in tedesco Konrad von Konstanz o Konrad I. von Altdorf (verso il 900 – 26 novembre 975), fu vescovo di Costanza dal 935 alla morte; è venerato come santo dalla Chiesa cattolica.

## Biografia
Corrado era figlio di Enrico mit den goldenen Wagen di Altdorf, figlio a sua volta di Guelfo II della stirpe dei vecchi Welfen. Egli ricevette la sua formazione religiosa a Costanza nel capitolo del Duomo. Entrò quindi nella comunità dei canonici e nel 934 venne scelto, grazie anche all'influenza augustina, dal suo ex collega Ulrico, vescovo di Augusta (e futuro santo) come vescovo di Costanza.
Come vescovo e quindi parte della Chiesa imperiale ottoniana, troviamo Corrado in rapporti per lo meno sporadici con il regno di Ottone I il Grande. Così Corrado, nell'inverno 961/962, prese parte al viaggio a Roma per l'incoronazione dell'imperatore.
Corrado compì altri viaggi a Roma e a Gerusalemme, ove fu pellegrino per tre volte. Questi viaggi servirono fra l'altro alla raccolta di reliquie. Le culture romana ed ebraica definirono il programma di costruzioni religiose, che il vescovo fece eseguire nella sua città, la cui fondazione egli considerava risalente ai tempi dei romani. Come modello per le nuove chiese egli prese le Basiliche Patriarcali di Roma:
- all'ingresso della città egli fece erigere una basilica dedicata a san Paolo, com'è per Roma la basilica di San Paolo fuori le mura
- nelle immediate vicinanze della sede episcopale creò la chiesa di San Giovanni, corrispondente alla romana basilica di San Giovanni in Laterano
- subito fuori città fece restaurare la chiesa di san Lorenzo (oggi non più esistente)

Sotto l'impressione dei suoi viaggi a Gerusalemme, in particolare dopo il secondo, fece costruire la Cappella detta Mauritiusrotunde, sul modello della Basilica del Santo Sepolcro, dedicata a san Maurizio, patrono dell'impero. Per questa cappella, direttamente adiacente al coro della cattedrale, egli istituì una comunità di dodici canonici, che era la terza dopo quella del Duomo di Costanza e quella eretta dal suo predecessore Salomone III presso la chiesa di Santo Stefano, che però ebbe vita breve.
L'imperatore Ottone I ringraziò Corrado in un atto del 21 febbraio 962, pochi giorni dopo la sua incoronazione ad imperatore, con una donazione al vescovo e alla sua chiesa per la salvezza dell'anima del sovrano e anche di quella del vescovo.
Nell'agosto del 972, in occasione della celebrazione di san Pelagio, patrono della città (28 agosto), Ottone fece visita a Corrado e alla città di Costanza.
Alla sua morte, la salma fu seppellita nella cappella detta Mauritiusrotunde.

## Canonizzazione
La canonizzazione di Corrado di Costanza fu in primis promossa dal vescovo di Costanza, Ulrico I di Kyburg-Dillingen (vescovo dal 1111 al 1127).
Già nel 1089 il vescovo di Costanza Gebardo III di Zähringen (1084–1110) aveva fatto trasferire i resti di Corrado dalla Mauritiusrotunde al rinnovato Duomo cittadino, senza che questa traslazione avesse sortito effetto alcuno. Ulrico fece redigere dal benedettino Odescalco, monaco dell'Abbazia dei santi Ulrico ed Afra di Augusta, una Vita Konradi.

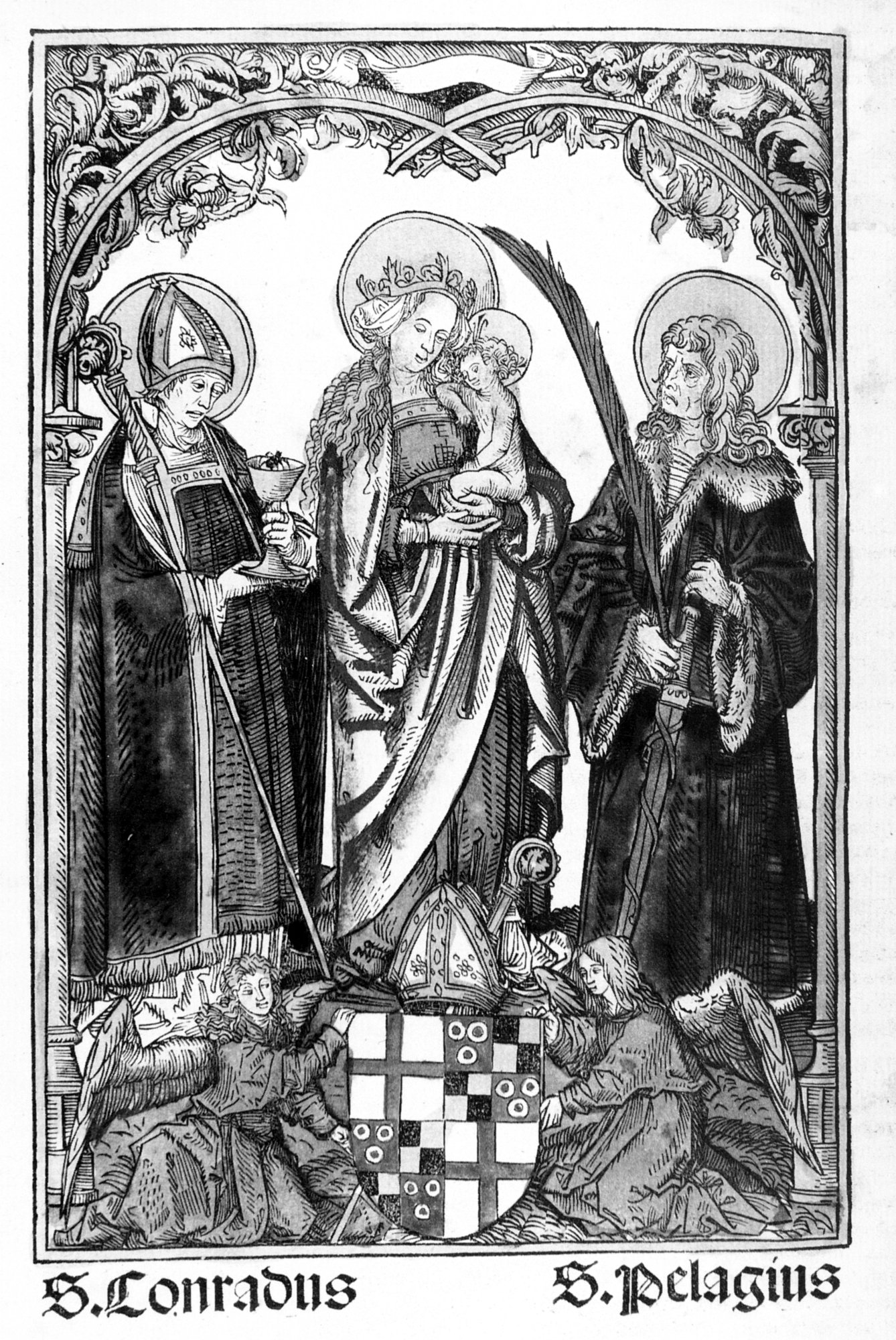
I patroni della diocesi di Costanza, san Corrado (a sinistra, con il calice contenente il ragno), Maria e san Pelagio su un Messale del 1505.

Questa Vita, che nel suo secondo libro contiene relazioni su guarigioni miracolose da parte del vescovo Corrado, venne inviata a papa Callisto II dal vescovo di Costanza, insieme alla richiesta di canonizzazione. Il viaggio di Odescalco a Roma a questo scopo viene datato nella primavera del 1123. Il terzo libro della Vita Konradi, scritto successivamente da Odescalco, rivela come il Concilio Lateranense I (marzo 1123) avesse deciso in favore della canonizzazione e cita anche in originale la lettera inviata dal papa al vescovo Ulrico il 28 marzo 1123.
L'effettiva cerimonia di canonizzazione ebbe luogo il 26 novembre (anniversario della morte di Corrado) del 1123 in Costanza e vide la partecipazione di duchi, conti e autorità ecclesiastiche, oltre naturalmente ad una gran folla di fedeli. I resti del suo corpo furono riposti in un nuovo reliquiario ed esposti alla venerazione. Le reliquie tuttavia andarono perdute durante il periodo della Riforma.
Il monumento sepolcrale di Corrado con rilievo della figura del santo in grandezza naturale si trova nella cappella a lui dedicata all'interno del Duomo di Costanza.
La memoria liturgica di Corrado di Costanza cade il 26 novembre.

## Attributi
Corrado viene rappresentato spesso in abiti vescovili, con bastone pastorale, recante in mano un calice dal quale esce un ragno. Una delle leggende medievali su Corrado infatti, narra che durante la celebrazione di una Messa un ragno era caduto nel vino. Essendo questo già consacrato, egli non volle rovesciarlo via e lo bevve insieme al ragno, il quale, più tardi, sarebbe uscito dalla sua bocca illeso e lasciato libero da Corrado.